# Associazione Calcio Novara 1940-1941
Questa voce raccoglie le informazioni riguardanti l'Associazione Calcio Novara nelle competizioni ufficiali della stagione 1940-1941.

## Stagione
Nella stagione 1940-1941 il Novara disputò il quarto campionato di Serie A della sua storia, retrocedendo in B al termine per quoziente reti.

## Divise
| 1ª divisa |

## Organigramma societario
Area direttiva
- Presidente: Alvise Peretti

Area tecnica
- Allenatore: Carlo Rigotti

## Rosa
| N. |                   | Ruolo | Calciatore         |
| -- | ----------------- | ----- | ------------------ |
|    | Italia (bandiera) | P     | Lino Fregosi       |
|    | Italia (bandiera) | P     | Egidio Scansetti   |
|    | Italia (bandiera) | P     | Fausto Tarlao      |
|    | Italia (bandiera) | D     | Virginio Bonati    |
|    | Italia (bandiera) | D     | Edoardo Galimberti |
|    | Italia (bandiera) | D     | Alberto Mazzucco   |
|    | Italia (bandiera) | C     | Angelo Galli       |
|    | Italia (bandiera) | C     | Carlo Grazioli     |
|    | Italia (bandiera) | C     | Giuseppe Mainardi  |
|    | Italia (bandiera) | C     | Edmondo Mornese    |
|    | Italia (bandiera) | C     | Carlo Sgobbi       |
|    | Italia (bandiera) | C     | Bruno Vale         |

| N. |                   | Ruolo | Calciatore        |
| -- | ----------------- | ----- | ----------------- |
|    | Italia (bandiera) | C     | Augusto Zweifel   |
|    | Italia (bandiera) | A     | Vittorio Barberis |
|    | Italia (bandiera) | A     | Renato Calzolai   |
|    | Italia (bandiera) | A     | Cosimo Muci       |
|    | Italia (bandiera) | A     | Mario Panagini    |
|    | Italia (bandiera) | A     | Piero Pasinati    |
|    | Italia (bandiera) | A     | Marco Romano      |
|    | Italia (bandiera) | A     | Enrico Santià     |
|    | Italia (bandiera) | A     | Otello Torri      |
|    | Italia (bandiera) | A     | Remo Versaldi     |
|    | Italia (bandiera) | A     | Franco Zanetti    |

## Risultati

### Serie A

#### Girone d'andata
| Arbitro: | Fois (Roma) |

|                    |           |                           |
| Arienti 46’ (rig.) | Marcatori | 25’ Versaldi 35’ Barberis |

| Arbitro: | Dattilo (Roma) |

|                 |           |  |
| Santià 25’, 90’ | Marcatori |  |

| Arbitro: | Biancone (Roma) |

|                          |           |                          |
| Menti II 46’, 74’ (rig.) | Marcatori | 1’ Barberis 62’ Pasinati |

| Novara 27 ottobre 1940 | Novara             | 0 – 0 | Lazio | Stadio Littorio\| Arbitro: \| Scorzoni (Bologna) \| |
| Arbitro:               | Scorzoni (Bologna) |       |       |                                                     |

| Arbitro: | Bonivento (Venezia) |

|                                                |           |  |
| Gabetto 37’ Galimberti 76’ (aut.) Borel II 85’ | Marcatori |  |

| Arbitro: | Curradi (Firenze) |

|                    |           |             |
| Torri 21’ Muci 84’ | Marcatori | 27’ Neri II |

| Arbitro: | Ciamberlini (Genova) |

|                         |           |  |
| Busani 2’ Rosellini 36’ | Marcatori |  |

| Arbitro: | Ciamberlini (Genova) |

|  |           |                      |
|  | Marcatori | 72’ (rig.) Reguzzoni |

| Arbitro: | Zelocchi (Modena) |

|                     |           |                                                |
| Muci 16’ Romano 31’ | Marcatori | 20’ Candiani 50’ Barsanti 75’, 87’ Ferraris II |

| Arbitro: | Scarpi (Dolo) |

|          |           |                    |
| Stua 36’ | Marcatori | 42’ (aut.) Alfonso |

| Novara 22 dicembre 1940 | Novara           | 0 – 0 | Triestina | Stadio Littorio\| Arbitro: \| Moretti (Genova) \| |
| Arbitro:                | Moretti (Genova) |       |           |                                                   |

| Arbitro: | Saracini (Ancona) |

|                     |           |                            |
| Borsetti 61’ (rig.) | Marcatori | 30’, 48’ Barberis 86’ Muci |

| Arbitro: | Pizziolo (Firenze) |

|            |           |                       |
| Romano 87’ | Marcatori | 26’ (rig.) Piacentini |

| Arbitro: | Bonivento (Venezia) |

|                                    |           |  |
| Ciancamerla 45’ (rig.) Gaddoni 84’ | Marcatori |  |

| Novara 19 gennaio 1941 | Novara           | 0 – 0 | Venezia | Stadio Littorio\| Arbitro: \| Moretti (Genova) \| |
| Arbitro:               | Moretti (Genova) |       |         |                                                   |

#### Girone di ritorno
| Arbitro: | Ceccherini (Como) |

|                                                         |           |  |
| Mornese 2’ (rig.), 55’ (rig.) Barberis 21’ Pasinati 88’ | Marcatori |  |

| Arbitro: | Ciamberlini (Genova) |

|                             |           |  |
| Cappello IV 34’ (rig.), 52’ | Marcatori |  |

| Arbitro: | Scorzoni (Bologna) |

|                          |           |  |
| Barberis 2’ Pasinati 67’ | Marcatori |  |

| Roma 16 febbraio 1941 | Lazio           | 0 – 0 | Novara | Stadio del PNF\| Arbitro: \| Scotto (Savona) \| |
| Arbitro:              | Scotto (Savona) |       |        |                                                 |

| Arbitro: | Galeati (Bologna) |

|              |           |                                 |
| Pasinati 26’ | Marcatori | 70’ (rig.) Colaussi 75’ Gabetto |

| Arbitro: | Biancone (Roma) |

|           |           |              |
| Conti 16’ | Marcatori | 81’ Versaldi |

| Arbitro: | Pizziolo (Firenze) |

|              |           |  |
| Pasinati 40’ | Marcatori |  |

| Arbitro: | Dattilo (Roma) |

|                                |           |  |
| Reguzzoni 8’ Andreoli 59’, 67’ | Marcatori |  |

| Milano 23 marzo 1941 | Ambrosiana-Inter  | 0 – 0 | Novara | Arena Civica\| Arbitro: \| Saracini (Ancona) \| |
| Arbitro:             | Saracini (Ancona) |       |        |                                                 |

| Novara 30 marzo 1941 | Novara         | 0 – 0 | Livorno | Stadio Littorio\| Arbitro: \| Dattilo (Roma) \| |
| Arbitro:             | Dattilo (Roma) |       |         |                                                 |

| Arbitro: | Galeati (Bologna) |

|                   |           |  |
| Grezar 75’ (rig.) | Marcatori |  |

| Arbitro: | Scorzoni (Bologna) |

|            |           |          |
| Romano 35’ | Marcatori | 3’ Pantó |

| Arbitro: | Saracini (Ancona) |

|                                                                |           |              |
| Capri 15’ Piacentini 17’ (rig.), 54’ (rig.) Michelini 46’, 75’ | Marcatori | 26’ Pasinati |

| Arbitro: | Scotto (Savona) |

|                                     |           |             |
| Santià 10’, 76’, 82’ Torri 55’, 61’ | Marcatori | 47’ Schiavi |

| Arbitro: | Scorzoni (Bologna) |

|                                               |           |  |
| Tortora 48’ Alberti 71’ Galimberti 84’ (aut.) | Marcatori |  |

### Coppa Italia

#### Sedicesimi di finale
| Bari 11 maggio 1941 | Bari | 0 – 2 a tav. | Novara | Stadio della Vittoria |

#### Ottavi di finale
| Arbitro: | Curradi (Firenze) |

|                  |           |                         |
| Krieziu 47’, 82’ | Marcatori | 1’ Zanetti 19’ Calzolai |

| Novara 22 maggio 1941 | Novara        | 0 – 2 | Roma | Stadio Littorio\| Arbitro: \| Scarpi (Dolo) \| |
| Arbitro:              | Scarpi (Dolo) |       |      |                                                |

## Statistiche

### Statistiche di squadra
| Competizione | Punti | In casa | In casa | In casa | In casa | In casa | In casa | In trasferta | In trasferta | In trasferta | In trasferta | In trasferta | In trasferta | Totale | Totale | Totale | Totale | Totale | Totale | DR |
| Competizione | Punti | G       | V       | N       | P       | Gf      | Gs      | G            | V            | N            | P            | Gf           | Gs           | G      | V      | N      | P      | Gf     | Gs     | DR |
| ------------ | ----- | ------- | ------- | ------- | ------- | ------- | ------- | ------------ | ------------ | ------------ | ------------ | ------------ | ------------ | ------ | ------ | ------ | ------ | ------ | ------ | -- |
| Serie A      | 27    | 15      | 6       | 6       | 3       | 21      | 11      | 15           | 2            | 5            | 8            | 10           | 27           | 30     | 8      | 11     | 11     | 31     | 38     | -7 |
| Coppa Italia |       | 1       | 0       | 0       | 1       | 0       | 2       | 2            | 1            | 1            | 0            | 4            | 2            | 3      | 1      | 1      | 1      | 4      | 4      | 0  |
| Totale       | -     | 16      | 6       | 6       | 4       | 21      | 13      | 17           | 3            | 6            | 8            | 14           | 29           | 33     | 9      | 12     | 12     | 35     | 42     | -7 |

### Statistiche dei giocatori
| Giocatore     | Serie A  | Serie A | Coppa Italia | Coppa Italia | Totale   | Totale |
| Giocatore     | Presenze | Reti    | Presenze     | Reti         | Presenze | Reti   |
| ------------- | -------- | ------- | ------------ | ------------ | -------- | ------ |
| V. Barberis   | 25       | 6       | -            | -            | 25       | 6      |
| V. Bonati     | 21       | 0       | 1            | 0            | 22       | 0      |
| R. Calzolai   | 7        | 0       | 1            | 1            | 8        | 1      |
| L. Fregosi    | 28       | -?      | 1            | -2           | 29       | -2+    |
| E. Galimberti | 21       | 0       | -            | -            | 21       | 0      |
| A. Galli      | 30       | 0       | 1            | 0            | 31       | 0      |
| C. Grazioli   | 3        | 0       | 1            | 0            | 4        | 0      |
| G. Mainardi   | -        | -       | 1            | 0            | 1        | 0      |
| A. Mazzucco   | 20       | 0       | -            | -            | 20       | 0      |
| E. Mornese    | 26       | 2       | -            | -            | 26       | 2      |
| C. Muci       | 25       | 3       | 1            | 0            | 26       | 3      |
| M. Panagini   | 1        | 0       | -            | -            | 1        | 0      |
| P. Pasinati   | 29       | 6       | -            | -            | 29       | 6      |
| M. Romano     | 14       | 3       | -            | -            | 14       | 3      |
| E. Santià     | 15       | 5       | 1            | 0            | 16       | 5      |
| E. Scansetti  | 1        | -1      | -            | -            | 1        | -1     |
| C. Sgobbi     | -        | -       | 1            | 0            | 1        | 0      |
| F. Tarlao     | 1        | -4      | -            | -            | 1        | -4     |
| O. Torri      | 12       | 3       | -            | -            | 12       | 3      |
| B. Vale       | 26       | 0       | -            | -            | 26       | 0      |
| R. Versaldi   | 23       | 2       | -            | -            | 23       | 2      |
| F. Zanetti    | -        | -       | 1            | 1            | 1        | 1      |
| A. Zweifel    | 2        | 0       | 1            | 0            | 3        | 0      |